# 'Mamphono Khaketla
'Mamphono Khaketla (Maseru, 5 de marzo de 1960) es una política, senadora y ministra lesotense, ministra de finanzas desde marzo de 2015 hasta junio de 2017. 

## Biografía
Khaketla nació en Maseru el 5 de marzo de 1960, hija de Benett Makalo y 'Masechele Caroline Ntseliseng Khaketla. Su padre fue novelista, periodista, político y exministro, además de accionista mayoritario de la Mohlabani Property Company. Su madre fue profesora y escritora, una de las primeras mujeres en publicar en Lesoto.
Completó su educación primaria y secundaria en Maseru, antes de continuar sus estudios en la Universidad Nacional de Lesoto a partir de 1980. También se doctoró en la Universidad de Wisconsin en 1991. Su tesis se tituló An analysis of the Lesotho Junior Certificate Mathematics Examination and its impact on instructions.
De 1981 a 1995 fue profesora de matemáticas en la Escuela Nacional de Magisterio, y después subdirectora de la misma. A continuación, trabajó en el Instituto de Gestión del Desarrollo en Lesoto y Botsuana de 1996 a 2001, antes de convertirse en directora del Centro de Estudios Contables. 
Fue nombrada senadora por el primer ministro Pakalitha Mosisili en 2002 y ministra de Comunicación, Ciencia y Tecnología desde 2002 hasta 2004. En las elecciones de 2007, perdió su escaño, pero fue elegida para la Asamblea Nacional en la lista del partido Congreso de Lesoto por la Democracia en unas elecciones de representación proporcional. En 2007, fue nombrada ministra de Educación y Formación en un gobierno dirigido por Pakalitha Mosisili, y permaneció en el cargo hasta 2012. Ese año, tras las elecciones parlamentarias, Pakalitha Mosisili se vio obligada a dimitir por una coalición formada por su rival, Tom Thabane. El 30 de marzo de 2015, volvió a ser ministra de Finanzas, en el gobierno de la primera ministra Pakalitha Mosisili, volviendo al poder.
En noviembre de 2015, presidió la 102.ª sesión del Consejo de ministros de los Estados de África, del Caribe y del Pacífico.
En julio de 2016, fue acusada de haber solicitado sobornos y negó las acusaciones. En junio de 2017, perdió su puesto de ministra cuando el gobierno de Pakalitha Mosisili se vio obligado a dimitir, tras las elecciones generales. 

## Publicaciones
- Romberg, Thomas A.; Wilson, Linda; Khaketla, Mamphono (1989). «An examination of six standard mathematics tests for grade eight». National Center for Research in Mathematical Sciences Education (en inglés).
- Romberg, Thomas A.; Wilson, Linda; Khaketla, M. (1989). «The alignment of six standardized tests with the NCTM standards». National Summit on Mathematics Assessment convened by the Mathematical Sciences Education Board (en inglés).
- Romberg, Thomas A.; Wilson, Linda; Khaketla, 'Mamphono; Chavarria, Silvia (1992). «Curriculum and Test Alignment». Mathematics Assessment and Evaluation: Imperatives for Mathematics Educators (en inglés). SUNY Press. pp. 61-74. Consultado el 18 de mayo de 2021.